# Eremias przewalskii
Eremias przewalskii es una especie de lagarto del género Eremias, familia Lacertidae, orden Squamata. Fue descrita científicamente por Strauch en 1876.

## Hábitat
Los hábitats preferidos de E. przewalskii son los desiertos, bosques, matorrales y humedales, en altitudes de 500 a 1800 metros (1600 a 5900 pies).

## Distribución
Se distribuye por Mongolia, Rusia, China y Kirguistán.